# Zweedse parlementsverkiezingen 2002
Op 15 september 2002 wordt in Zweden leden voor het parlement en de regionale en lokale raden verkozen. De uitkomst zorgt, afgezien van de grote winst voor de liberale Folkpartiet, voor geen grote verrassingen. De verhoudingen tussen het linkse blok en het centrumrechtse blok blijven zo goed als ongewijzigd, en de sociaaldemocraten kunnen hun minderheidsregering – gesteund door andere linkse partijen – bestendigen. Göran Persson, die al sinds 1996 statsminister (premier) is, kan aanblijven. Eens te meer slaagt de oppositie, aangevoerd door de conservatieve Moderata samlingspartiet, er niet in om de sociaaldemocraten van het bestuur weg te houden.

## Allianties, partijen en hun standpunten

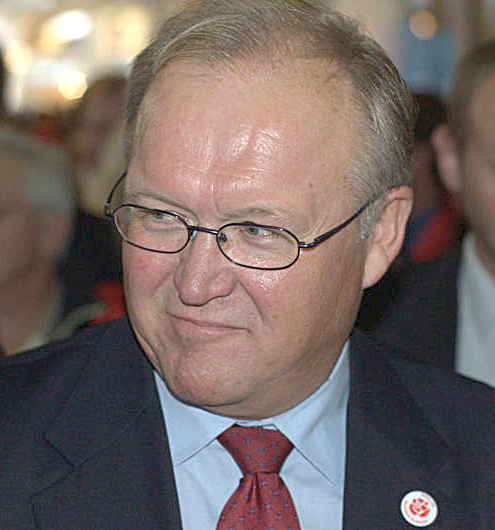
Sociaaldemocratisch leider en premier (1996-2006) Göran Persson kan na de verkiezingen van 2002 aan de macht blijven.

De parlementsverkiezingen van 1998 zijn een nederlaag voor de Socialdemokraterna geweest. De sociaaldemocraten moeten steun zoeken bij andere linkse partijen om aan de macht te delen. De tegenstand van die linkse partijen, in casu de Miljöpartiet (MP) en de Vänsterpartiet (V), tegen het Zweedse EU-lidmaatschap maakt het onmogelijk om met deze partijen een coalitie te smeden. Naar de verkiezingen van 2002 toe denken de sociaaldemocraten er opnieuw aan om steun te zoeken bij de agrarische Centerpartiet (C).
Economisch gaat het Zweden voor de wind. De werkloosheid is gedaald, de inflatie is gezakt tot 2% en de economie gegroeid met gemiddeld 3,2% tijdens de voorbije legislatuur en de individuele belastingen zijn verminderd. De levensstandaard is onder de sociaaldemocratische regering gestegen en er heerst een gevoel van economische welvaart. De conservatieve partijen wijten de economische groei ten dele aan de verkoop van Zweedse bedrijven aan buitenlandse ondernemingen; een argument dat gevoelig ligt bij de Arbetareparti. Ook het Zweedse voorzitterschap van de EU in 2001 is een succes gebleken, ondanks het door sommigen gekoesterde verlangen om terug te keren naar de befaamde Zweedse neutraliteit (met bijvoorbeeld een grote invloed in de VN). De sociaaldemocratische voorman Persson slaagt erin af te raken van zijn ietwat autocratisch imago, en zich op te werpen als een ‘nationale vaderfiguur’. De Arbeiderspartij lijkt een makkelijke overwinning tegemoet te gaan – dat wijzen ook de opiniepeilingen uit. De campagne begint echter slecht voor de sociaaldemocraten. Tegen het argument van goed bestuur dat ze hanteren, stelt rechts dat de economische situatie minder rooskleurig is dan gedacht wordt. Een uitgelekte regeringsnota leert bovendien dat men tegen 2003 een tekort zal kennen in de publieke sector.
Een onderzoek van het Svenska Dagbladet wijst uit dat de Zweden (in dalende orde van belangrijkheid) belang hechten aan recht en orde, onderwijs, vergoedingen voor zieken, gezondheidszorg, verkeer, werkgelegenheid, integratie, belastingen, huisvesting en kinderzorg. Links speelt in op haar traditionele kernthema’s zoals een sterke publieke sector. De niet-socialistische tegenstand kiest – weinig origineel – om in te gaan tegen de hoge belastingen, hoewel de Zweden (althans volgens de poll van voornoemde) er vrij weinig belang aan hechten. De conservatieven, met leider Bo Lundgren, pleiten naast belastingverlaging, ook voor privatiseringen in de publieke sector. De Kristdemokraterna (KD) krijgen steun uit onverwachte hoek, wanneer Zwedens belangrijkste imam oproept om voor de KD te stemmen - de denkbeelden van de christendemocraten met betrekking tot familiebeleid leunen, volgens de imam, dicht aan bij de islamitische visie. De Centerpartiet tracht een negende verlies op rij te voorkomen door te focussen op lokale autonomie en eurosceptisme.
Vooral de Liberale Volkspartij komt verrassend uit de hoek: in enkele weken tijd klimmen ze omhoog in de peilingen. Ze profileren zich als de partij van de klåre sprak – met andere woorden recht voor de raap. De liberalen zijn lange tijd voorstander geweest van immigratie, maar pleiten nu toch voor een burgerschapstest voor migranten. De Vänsterpartiet bekritiseert het idee fel, al moet gezegd dat links zich in het verleden ook niet onverdeeld positief heeft opgesteld ten opzichte van immigratie. De liberalen maken gebruik van laatste argument om te stellen dat ze niet tegen immigratie zijn, wel integendeel, en enkel de integratie wil bevorderen. De (extreem)rechtse anti-immigratiepartij de Sverigedemokraterna (SD) zal, ondanks de steun van de Deense zusterpartij Dansk Folkeparti die advertenties plaatst in Zweedse dagbladen, een resultaat van 1,4% halen. Nog in de laatste dagen van de campagne ontstaat opschudding wanneer uit een verborgencameraprogramma blijkt dat enkele medestanders van de Moderaterna zich negatief uitspreken tegenover immigranten. De partij, die er sowieso al niet zo goed voorstaat, wordt daarmee in verlegenheid gebracht. De liberalen kunnen bijkomend profiteren van de heibel.

## Resultaten en stemgedrag
De liberale FP komt als grote winnaar uit de bus: ze verdriedubbelen hun stemmenaandeel en worden eensklaps de op twee na grootste, in plaats van de op vijf na grootste partij. Ze krijgen vooral stemmen van vroegere kiezers van de conservatieven. De verhoudingen tussen links en rechts blijven goeddeels ongewijzigd. Ter linkerzijde verliest de links-socialistische, voormalige communistische, partij 13 zetels; de sociaaldemocraten winnen evenveel zetels. Dat maakt Persson en zijn regering voortaan afhankelijk van de steun van de groene MP. De Arbetareparti – profiterend van de populariteit van de premier – gaat er 3,5% op vooruit en komt zo net uit onder de symbolische grens van 40%.
De conservatieven halen hun slechtste resultaat sinds de jaren 1970. Ook de KD verliezen wat kiezers; de uitslag van 1998 is voor hen dan ook buitengewoon goed geweest. De Centrumpartij wint ongeveer een percent en enkele zetels en kan de negatieve spiraal van de voorbije acht stembusslagen doorbreken.
De opkomst ligt – naar Zweedse normen – vrij laag op 80,1%. Men blijft boven de symbolische 80%-grens, al lijkt ook Zweden niet ongevoelig voor de trend van dalende opkomst over geheel West-Europa.
| Partij                                    | Stemmen   | %        | ± %       | Zetels | ± Zetels |
| ----------------------------------------- | --------- | -------- | --------- | ------ | -------- |
| Socialdemokraterna (S)                    | 2.113.560 | 39,85%   | ▲ 3,46%   | 144    | ▲ 13     |
| Moderaterna (M)                           | 809.041   | 15,26%   | ▼ 15,26%  | 55     | ▼ 27     |
| Folkpartiet (FP)                          | 710.312   | 13,39%   | ▲ 8,67%   | 48     | ▲ 31     |
| Kristdemokraterna (KD)                    | 485.235   | 9,15%    | ▼ 2,62%   | 33     | ▼ 9      |
| Vänsterpartiet (V)                        | 444.854   | 8,39%    | ▼ 3,60%   | 30     | ▼ 13     |
| Centerpartiet (C)                         | 328.428   | 6,19%    | ▲ 1,06%   | 22     | ▲ 4      |
| Miljöpartiet (MP)                         | 246.392   | 4,65%    | ▲ 0,16%   | 17     | ▲ 1      |
| Sverigedemokraterna (SD)                  | 76.300    | 1,44%    | ▲ 1,07%   | 0      | —        |
| Sveriges pensionärers intresseparti (SPI) | 37.573    | 0,71%    | ▼ 0,29%   | 0      | —        |
| Norrbottenspartiet                        | 14.854    | 0,28%    | ▲ 0,28    | 0      | —        |
| Ny Framtid (NYF)                          | 9.337     | 0,18%    | ▲ 0,01%   | 0      | —        |
| Nationaldemokraterna (ND)                 | 9.248     | 0,17%    | ▲ 0,08%   | 0      | —        |
| Skånepartiet (SKAP)                       | 4.564     | 0,09%    |           | 0      | —        |
| Socialistiska partiet (SAP/SP)            | 3.213     | 0,06%    | ▲ 0,03%   | 0      | —        |
| Ny demokrati (NyD)                        | 2.207     | 0,04%    | ▼ 0,12%   | 0      | —        |
| Rättviseparteit Socialisterna (RS)        | 1.519     | 0,03%    | ▼ 0,03%   | 0      | —        |
| Kommunisterna (SKP)                       | 1.182     | 0,02%    | ▼ 0,02%   | 0      | —        |
| Overige (<500 stemmen)                    | 5.393     | 0,10%    | —         | 0      | —        |
|                                           |           |          |           |        |          |
| Ongeldig                                  | 82 218    | —        | —         | —      | —        |
|                                           |           |          |           |        |          |
| Opkomst                                   | 5.385.218 | (80,11%) | (▲ 1,28%) | —      | —        |
| Resultaten per blok                       |           |          |           |        |          |
| Rood-groen blok                           | 2.804.806 | 52,89%   | ▲ 0,02%   | 191    | ▲ 1      |
| Niet-socialistisch blok                   | 2.558.468 | 43,99%   | ▼ 1,53%   | 158    | ▼ 1      |
| Totaal                                    | 5.650.416 | 100%     | —         | 349    | —        |

1911 · 1914 · 1917 · 1920 · 1921 · 1924 · 1928 · 1932 · 1936 · 1940 · 1944 · 1948 · 1952 · 1956 · 1958 · 1960 · 1964 · 1968 · 1970 · 1973 · 1976 · 1979 · 1982 · 1985 · 1988 · 1991 · 1994 · 1998 · 2002 · 2006 · 2010 · 2014 · 2018 · 2022